# Fernmeldeturm Kaiserslautern
Der Fernmeldeturm Kaiserslautern ist eine Sendeeinrichtung für UKW, DAB+ und DVB-T im Stadtteil Dansenberg in Kaiserslautern. Der von 1985 bis 1987 erbaute und 133 Meter hohe Fernmeldeturm ist ein sogenannter Typenturm und steht im Besitz der Deutschen Funkturm. Von hier aus werden Signale für Fernsehen, Radio und Telefon in der Stadt Kaiserslautern gesendet. Außerdem wird über den Turm der Funkverkehr von Feuerwehr, Technischem Hilfswerk und Rettungsdiensten in Kaiserslautern und Umgebung abgewickelt.

## Frequenzen und Programme

### Analoges Radio (UKW)
Beim Antennendiagramm sind im Falle gerichteter Strahlung die Hauptstrahlrichtungen in Grad angegeben.
| Frequenz (MHz) | Programm               | RDS PS   | RDS PI | Regionalisierung | ERP (kW) | Antennendiagramm rund (ND)/gerichtet (D) | Polarisation horizontal (H)/vertikal (V) |
| -------------- | ---------------------- | -------- | ------ | ---------------- | -------- | ---------------------------------------- | ---------------------------------------- |
| 100,2          | Deutschlandfunk        | __Dlf___ | D210   | –                | 5        | D (290°-130°)                            | H                                        |
| 98,1           | Deutschlandfunk Kultur | Dlf_Kult | D220   | –                | 0,16     | D (330°-150°)                            | H                                        |
| 96,9           | Antenne Kaiserslautern | ANTENNE_ | 1AA2   | –                | 0,5      | D (310°-10°, 50°-210°, 260°)             | H                                        |

### Digitales Radio (DAB+)
| Block                       | Programme | ERP (kW) | Polarisation horizontal (H)/vertikal (V) | Gleichwellennetz (SFN) |
| --------------------------- | --- | -------- | ---------------------------------------- | --- |
| 5C DRDeutschland (D__00188) | DAB+ Block der Media Broadcast:- Absolut relax (72 kbps) - Dlf (104 kbps) - Dlf Kultur (112 kbps) - Dlf Nova (104 kbps) - DRadio DokDeb (48 kbps) - Energy Digital (72 kbps) - ERF Plus (64 kbps) - Klassik Radio (72 kbps) - Radio Bob (72 kbps) - Radio Horeb (48 kbps) - Radio Schlagerparadies (64 kbps) - Schwarzwaldradio (64 kbps) - sunshine live (72 kbps) - DRadio Daten (32 kbps Daten) - EPG Deutschland (16 kbps Daten) - TPEG (16 kbps Daten) - TPEG_MM (16 kbps Daten) | 10       | V                                        | - Baden-Württemberg: Aalen, Baden-Baden (Fremersberg), Bad Mergentheim, Blauen, Brandenkopf, Donaueschingen, Feldberg im Schwarzwald, Freiburg (Vogtsburg-Totenkopf), Geislingen (Oberböhringen), Großerlach (Hohe Brach), Heidelberg (Königstuhl), Heilbronn (Schweinsberg), Hochrhein (Rickenbach), Hornisgrinde, Pforzheim (Schömberg-Langenbrand), Raichberg, Ravensburg (Höchsten), Reutlingen, Stuttgart (Frauenkopf), Ulm (Kuhberg) - Bayern: Amberg (Hirschau), Aschaffenburg (Pfaffenberg), Augsburg (Hotelturm), Bad Tölz (Gaißach), Bamberg (Geisberg), Büttelberg, Brotjacklriegel, Dillberg, Grünten, Herzogstand, Hochberg (Traunstein), Hoher Bogen, Inntal (Ebbs), Ingolstadt (Gelbelsee), Kreuzberg/Rhön, Landshut (Altdorf), München (Olympiaturm), Nennslingen (Büchelberg), Nürnberg, Oberammergau, Ochsenkopf, Passau, Pfänder, Pfaffenhofen, Pfarrkirchen, Pfronten, Regensburg (Hohe Linie), Unterringingen, Untersberg, Wendelstein (Bayrischzell), Würzburg (Frankenwarte) - Berlin: Berlin (Alexanderplatz), Berlin (Scholzplatz) - Brandenburg: Bad Belzig, Booßen, Brandenburg/Havel, Calau, Casekow, Cottbus, Eisenhüttenstadt, Petkus, Pritzwalk, Templin - Bremen: Bremen (Walle), Bremerhaven-Schiffdorf - Hamburg: Hamburg (Moorfleet), Hamburg (Heinrich-Hertz-Turm) - Hessen: Bad Hersfeld (Rimberg), Biedenkopf (Sackpfeife), Fulda (Hummelskopf), Frankfurt (Europaturm), Gelnhausen (Schnepfenkopf), Gießen (Dünsberg), Großer Feldberg, Hardberg, Hohe Wurzel, Hoher Meißner, Kassel (Habichtswald), Mainz-Kastel - Mecklenburg-Vorpommern: Garz (Rügen), Güstrow, Malchin, Neubrandenburg-Süd, Rostock (Toitenwinkel), Röbel, Schwerin (Zippendorf-Gr.Dreesch), Torgelow, Wismar/Rüggow, Züssow - Niedersachsen: Aurich-Popens, Braunschweig (Broitzem), Braunschweig (Drachenberg), Cuxhaven-Stadt, Dannenberg, Göttingen (Bovenden-Osterberg), Hannover (Telemax), Lingen, Lüneburg-Neu Wendhausen, Molbergen-Peheim, Osnabrück (Bramsche-Schleptruper Egge), Hildesheim (Sibbesse), Steinkimmen, Uelzen, Visselhövede, Wilhelmshaven - Nordrhein-Westfalen: Aachen (Karlshöhe), Bielefeld (Hünenburg), Bonn (Venusberg), Dortmund (Florianturm), Düsseldorf (Rheinturm), Eggegebirge, Herscheid, Hochsauerland (Hunau), Hürtgenwald-Großhau, Köln (Colonius), Langenberg, Lügde-Rischenau (Köterberg), Minden (Jakobsberg), Münster (Fernmeldeturm), Schöppingen, Siegen-Süd, Wesel - Rheinland-Pfalz: Bad Kreuznach (Schanzenkopf), Bad Marienberg (Westerwald), Bornberg, Daun (Eifel), Edenkoben (Kalmit), Heckenbach-Schöneberg (Ahrweiler), Idar-Oberstein, Kaiserslautern, Kettrichhof, Koblenz (Kühkopf), Trier (Petrisberg) - Saarland: Merzig-Merchingen, Saarbrücken (Schoksberg) - Sachsen: Chemnitz, Dresden, Geyer, Leipzig, Löbau, Neustadt, Oschatz, Schöneck, Zwickau Ost - Sachsen-Anhalt: Brocken, Burg, Dequede, Petersberg, Pettstädt (Weißenfels), Schneidlingen, Wittenberg - Schleswig-Holstein: Bungsberg, Flensburg, Heide, Helgoland, Hennstedt, Kiel (Kronshagen), Lübeck (Stockelsdorf), Schleswig, Niebüll (Süderlügum), Westerland (Sylt) - Thüringen: Bleßberg (Sonneberg), Erfurt-Hochheim, Gera, Inselsberg, Jena (Oßmaritz), Kulpenberg, Saalfeld (Remda), Lobenstein (Sieglitzberg), Weimar (Ettersberg) |

### Digitales Fernsehen (DVB-T)
Der Fernsehturm wurde am 22. Mai 2006 von analoger Ausstrahlung auf DVB-T umgestellt. Die heutigen  digitalen Ausstrahlungen laufen im Gleichwellenbetrieb mit anderen Sendestandorten.
| Kanal | Frequenz (MHz) | Multiplex                          | Programme im Multiplex                                                                                                 | ERP (kW) | Antennendiagramm rund (ND)/ gerichtet (D) | Polarisation horizontal (H)/ vertikal (V) | Modulations- verfahren | FEC | Guard- intervall | Bitrate (MBit/s) | Gleichwellennetz (SFN) |
| ----- | -------------- | ---------------------------------- | --- | -------- | ----------------------------------------- | ----------------------------------------- | ---------------------- | --- | ---------------- | ---------------- | --- |
| E57   | 762            | ARD Digital (SWR)                  | - Das Erste (SWR) - ARTE - Phoenix - One                                                                               | 20       | D                                         | H                                         | 16-QAM (8-k-Modus)     | 2/3 | 1/4              | 13,27            | Kaiserslautern-Dansenberg, Donnersberg (Pfälzer Wald) |
| E44   | 658            | ARD regional (SWR) Rheinland-Pfalz | - SWR Fernsehen Rheinland-Pfalz - Bayerisches Fernsehen Süd (Schwaben/Altbayern) - hr-fernsehen - WDR Fernsehen (Köln) | 20       | D                                         | H                                         | 16-QAM (8-k-Modus)     | 2/3 | 1/4              | 13,27            | Kaiserslautern-Dansenberg, Donnersberg, Kettrichhof (Pirmasens), Weinbiet |
| E30   | 546            | ZDFmobil                           | - ZDF - 3sat - ZDFinfo - KiKA (06–21:00 Uhr)/ZDFneo (21–06:00 Uhr)                                                     | 20       | D                                         | H                                         | 16-QAM (8-k-Modus)     | 2/3 | 1/4              | 13,27            | Kaiserslautern-Dansenberg, Schoksberg (Saarbrücken), Göttelborner Höhe, Haardtkopf (Hunsrück), Donnersberg, Kettrichhof, Eifel (Daun-Scharteberg), Trier-Petrisberg, Saarburg (Ockfen-Geisberg) |

### DVB-T2 HD
Im Herbst 2018 wurde auf den neueren Standard DVB-T2 HD umgeschaltet. Ab diesem Zeitpunkt können auch Privatsender vom Sender Dansenberg empfangen werden. Gleichzeitig endete die Ausstrahlung auf dem bisherigen DVB-T Standard.
Derzeit werden folgende Programme ausgestrahlt:
| Kanal | Frequenz (MHz) | Multiplex                | Programme im Multiplex | ERP (kW) | Polarisation horizontal (H)/ vertikal (V) | Modulations- verfahren | FEC | Guard- intervall | Gleichwellennetz (SFN) |
| ----- | -------------- | ------------------------ | --- | -------- | ----------------------------------------- | ---------------------- | --- | ---------------- | ---------------------- |
| E30   | 546            | SWR1 (Free to Air)       | - arte HD - Das Erste HD - ONE HD - phoenix HD - tagesschau24 HD | 20       | H                                         | 64-QAM                 | 3/5 | 19/256           |                        |
| E35   | 586            | freenet1 (Verschlüsselt) | - n-tv HD - NITRO HD - RTL HD - RTL II HD - Super RTL HD - Tele 5 HD - VOX HD | 20       | H                                         | 64-QAM                 | 2/3 | 1/16             |                        |
| E37   | 602            | ZDF (Free to Air)        | - 3sat HD - KiKA HD - ZDF HD - ZDFinfo HD - zdf_neo HD | 20       | H                                         | 64-QAM                 | 3/5 | 19/128           |                        |
| E40   | 626            | freenet3                 | - 1.2.3-tv HD (Free to Air) - Bibel TV HD (Free to Air) - Disney Channel HD (Verschlüsselt) - DMAX HD (Verschlüsselt) - Eurosport 1 HD (Verschlüsselt) - HSE24 HD (Free to Air) - NICK HD (Verschlüsselt) - QVC HD (Free to Air) - QVC 2 HD (Free to Air) - WELT HD (Verschlüsselt) | 20       | H                                         | 64-QAM                 | 2/3 | 1/16             |                        |
| E44   | 658            | freenet2 (Verschlüsselt) | - Kabel eins HD - ProSieben HD - ProSieben Maxx HD - Sat.1 HD - Sat.1 Gold HD - Sixx HD - Sport 1 HD | 20       | H                                         | 64-QAM                 | 2/3 | 1/16             |                        |
| E46   | 674            | SWR2 (Free To Air)       | - BR Süd HD - hr HD - SWR BW HD - SWR RP HD - WDR Köln HD | 20       | H                                         | 64-QAM                 | 3/5 | 19/256           |                        |

### Analoges Fernsehen (PAL)
Vor der Umstellung auf DVB-T diente der Sendestandort weiterhin für analoges Fernsehen.
| Kanal | Frequenz (MHz) | Programm                       | ERP (kW) | Sendediagramm rund (ND)/ gerichtet (D) | Polarisation horizontal (H)/ vertikal (V) |
| ----- | -------------- | ------------------------------ | -------- | -------------------------------------- | ----------------------------------------- |
| 22    | 479,25         | ZDF                            | 25       | D                                      | H                                         |
| 33    | 567,25         | RTL Television                 | 1        | D                                      | H                                         |
| 44    | 655,25         | SWR Fernsehen Rheinland-Pfalz  | 25       | D                                      | H                                         |
| 48    | 687,25         | ProSieben                      | 1        | D                                      | H                                         |
| 50    | 703,25         | Sat.1 (Rheinland-Pfalz/Hessen) | 1        | D                                      | H                                         |